# Polychrysia renitangens
Polychrysia renitangens är en fjärilsart som beskrevs av Barend J. Lempke 1949. Polychrysia renitangens ingår i släktet Polychrysia och familjen nattflyn. Inga underarter finns listade i Catalogue of Life.